# الكدمة (الحديدة)

تعديل مصدري - تعديل

الكدمة هي إحدى قرى مديرية الزهرة، التابعة لمحافظة الحديدة اليمنية، بلغ تعداد سكانها 1156 نسمة حسب الإحصاء الذي جرى عام 2004.